# Bioche (Dominica)
Bioche ist ein Ort im Westen von Dominica. Die Gemeinde hatte im Jahr 2011 335 Einwohner. Bioche liegt im Parish Saint Peter.

## Geographische Lage
Nördlich von Bioche liegt Dublanc, südlich liegt Colihaut.